# باریاک-له-بوسکه
باریاک-له-بوسکه (به فرانسوی: Barriac-les-Bosquets) یک کمون (فرانسه) در فرانسه است که در canton of Pleaux واقع شده‌است. باریاک-له-بوسکه ۱۲٫۸ کیلومتر مربع مساحت دارد ۶۵۰ متر بالاتر از سطح دریا واقع شده‌است.